# 마이타 카팍

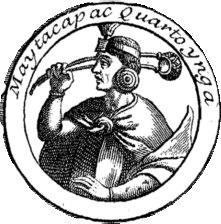
마이타 카팍

마이타 카팍(스페인어: Mayta Cápac)은 쿠스코 왕국의 네 번째 사파 잉카이자 후린 반족의 일원이었다.

## 가족 관계
마이타 카팍은 로퀘 유팡키의 뒤를 이어 왕위에 올랐으며, 자식으로 카팍 유팡키를 남겼다. 그는 마마 쿠카를 아내로 삼았으며, 사이에 많은 자식들을 두었다.

## 통치
그가 묘사된 연대기들에서는 종종 그를 티티카카호와 그 주변 도시들을 정복한 위대한 정복자로 묘사하는 경향이 강하지만, 사실 그의 통치 기간 내내 그의 왕국은 여전히 쿠스코 계곡에 한정되어 있었다. 1134년에 이르러서야 마이타 카팍이 쿠스코 계곡에서 조금 벗어난 부족들을 그의 지배 하에 두기 시작하였다.

## 같이 보기
- 잉카 문명
- 사파 잉카